# 아이오이시
아이오이시(일본어: 相生市)는 일본 효고현의 도서부를 제외한 지역의 남서부에 있는 시로 니시하리마 지역의 거점 도시이다. 니시하리마 현민국 관할 지역으로 이전에는 아코군에 속했다. 1942년에 시로 승격해 탄생하였다.

## 지리
북부의 미노산, 동부의 덴가다이산, 서부의 미야산 등을 포함해 주변은 작은 산으로 덮인 분지처럼 되어 있다. 같은 반슈 지역의 아코시나 히메지시에 비해 겨울은 몇 차례 정도 기온이 낮고 조금 춥다. 남부에는 세토 내해 안에서도 깊게 들어간 아이오이만이 있다. 니시반 지역의 한가운데 위치해 있어 철도와 간선도로도 비교적 정비되어 있다. 북부에는 하리마 과학공원도시가 있다.

## 역사
- 1889년 4월 1일 - 정촌제 시행으로 아코군 오촌(相生村)이 발족하였다.
- 1913년 1월 1일 - 오촌이 정으로 승격해 오정(相生町)이 되었다.
- 1939년 4월 1일 - 오정이 나바정을 편입하였다.
- 1939년 4월 11일 - 오정의 발음을 아이오이정으로 변경했다.
- 1942년 10월 1일 - 아이오이정이 시로 승격해 아이오이시(相生市)가 되었다.
- 1951년 8월 10일 - 이보군 이보가와정의 일부를 편입했다.
- 1954년 8월 1일 - 아코군 와카사노촌·야노촌을 편입했다.

## 교통

### 철도
- 서일본 여객철도
  - 산요 신칸센
  - 산요 본선
  - 아코선

### 도로
- 산요 자동차도
- 하리마 자동차도(일본어판)
- 국도 2호선
- 국도 제250호선 (일본)(일본어판)

## 인구
| 연도                              | 인구     | ±% |
| --------------------------------- | -------- | -- |
| 1970                              | 40,657명 | —  |
| 1975                              | 42,008명 | —  |
| 1980                              | 41,498명 | —  |
| 1985                              | 39,868명 | —  |
| 1990                              | 36,871명 | —  |
| 1995                              | 36,103명 | —  |
| 2000                              | 34,320명 | —  |
| 2005                              | 32,475명 | —  |
| 2010                              | 31,171명 | —  |
| 2015                              | 30,129명 | —  |
| 2020                              | 28,355명 | —  |
| 출처: 일본 총무성 통계국 국세조사 |          |    |